# Hypoponera eduardi
Hypoponera eduardi är en myrart som först beskrevs av Auguste-Henri Forel 1894.  Hypoponera eduardi ingår i släktet Hypoponera och familjen myror. Inga underarter finns listade i Catalogue of Life.

## Bildgalleri

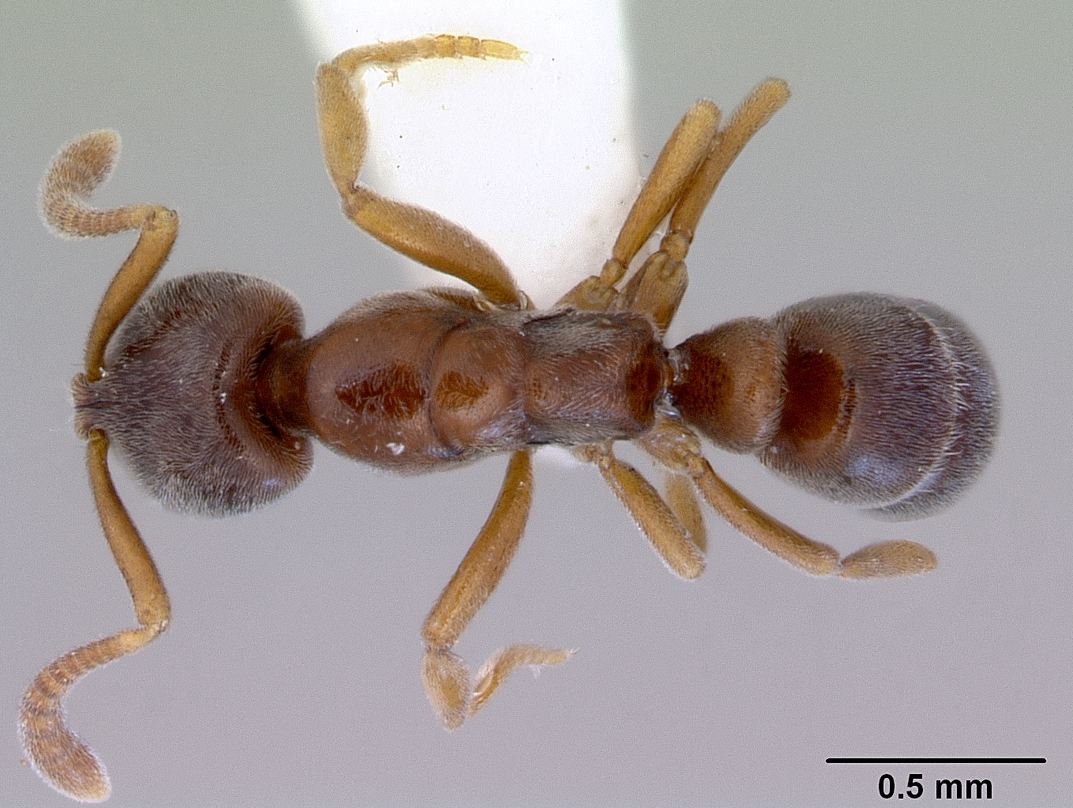
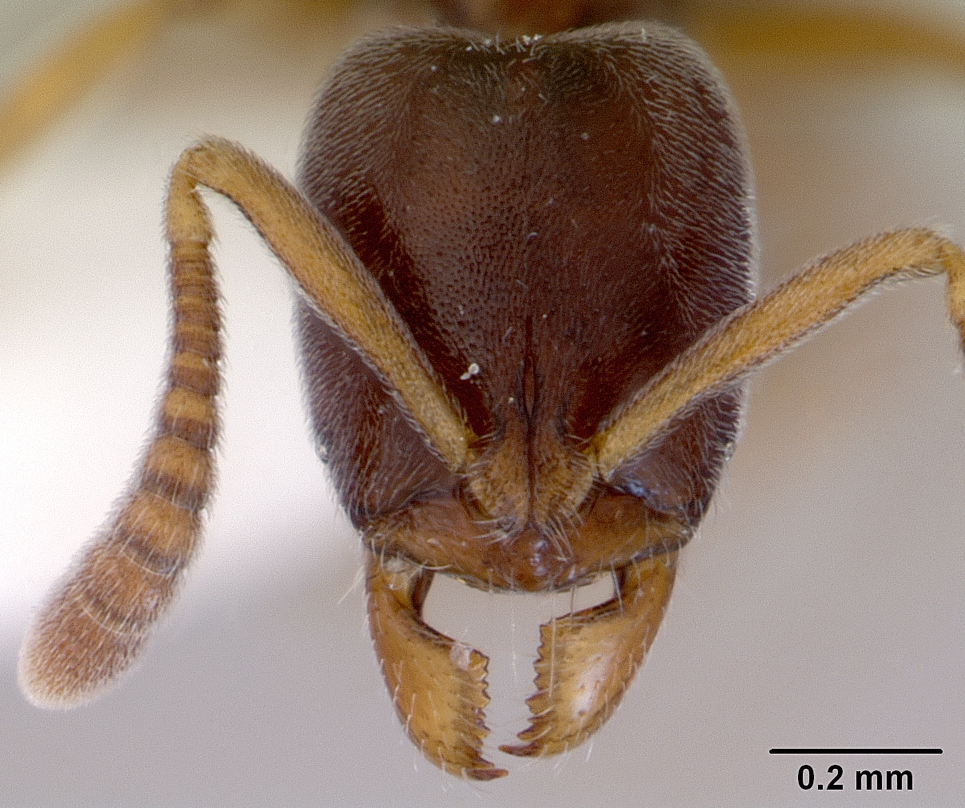
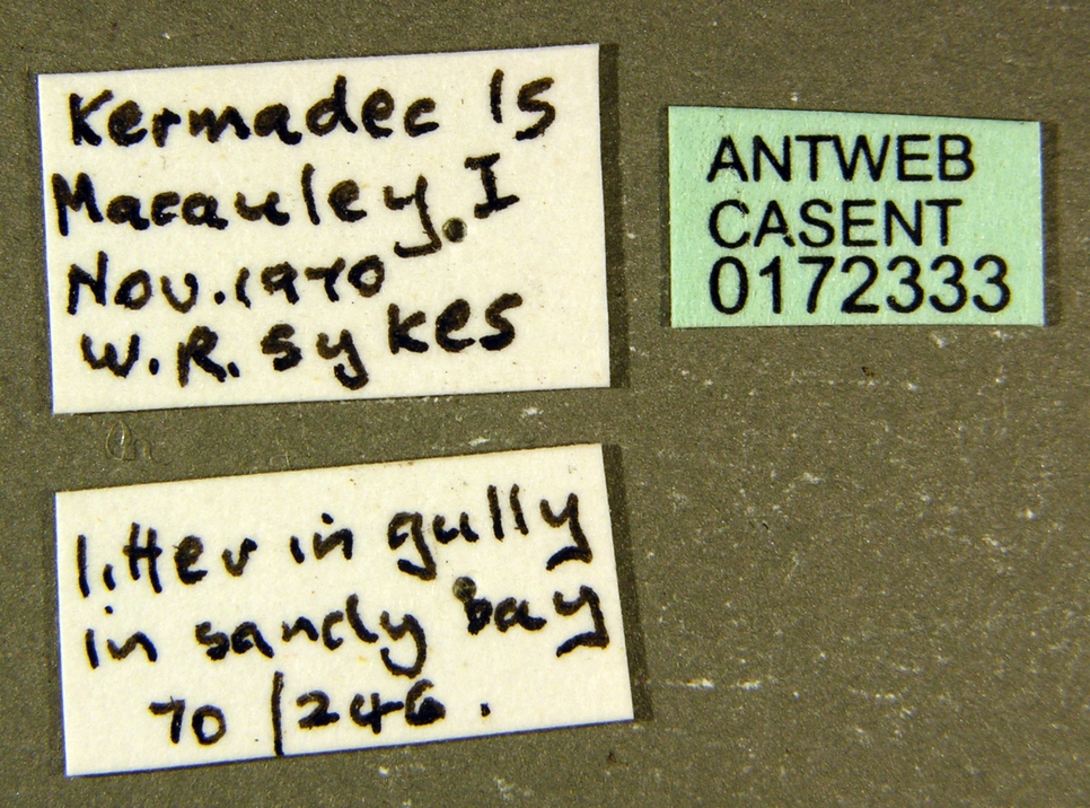
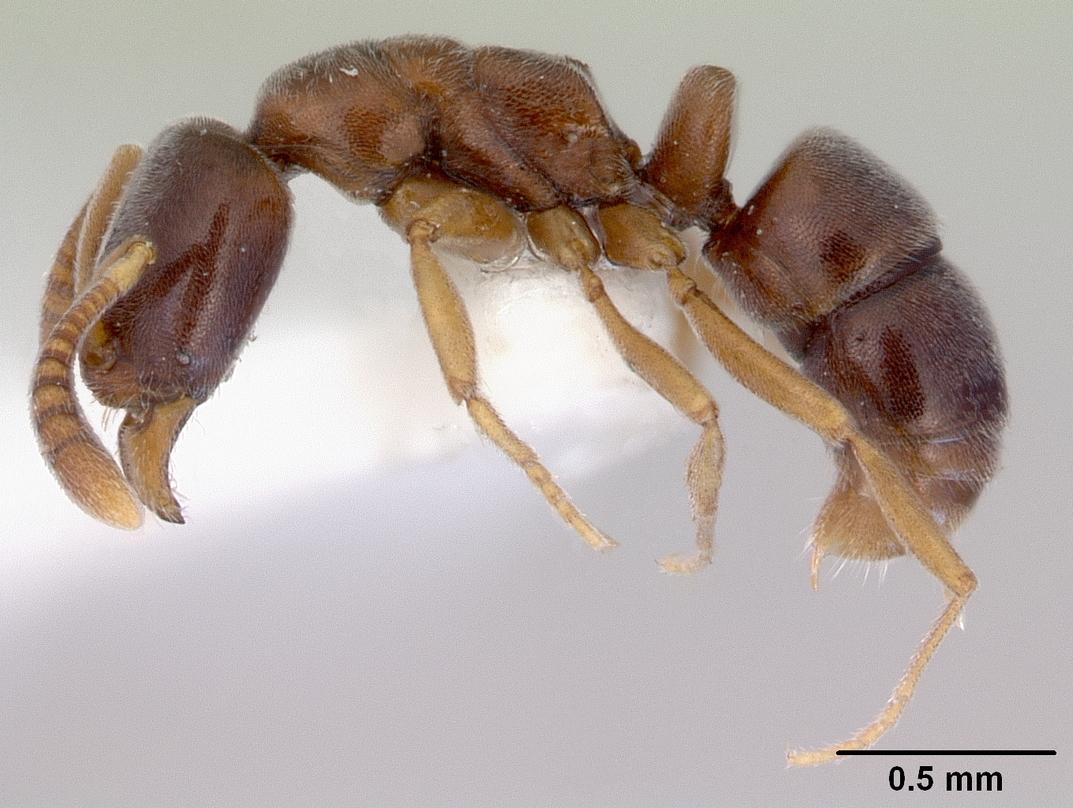
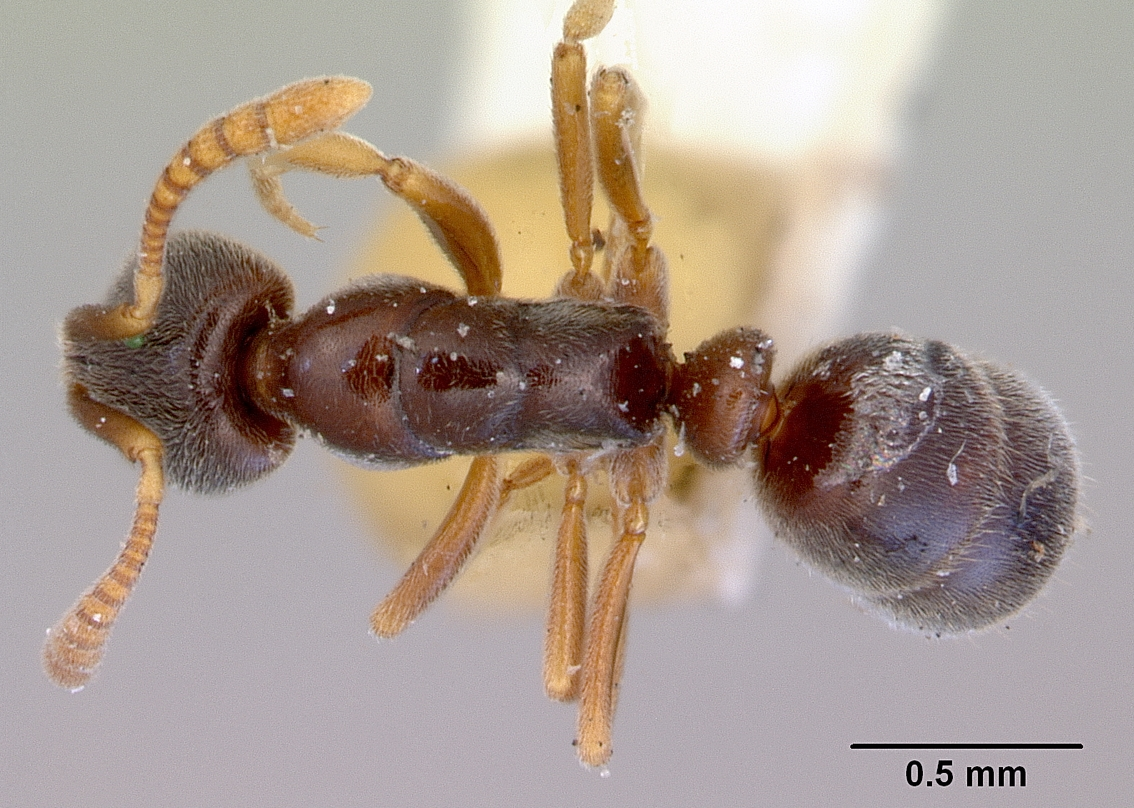
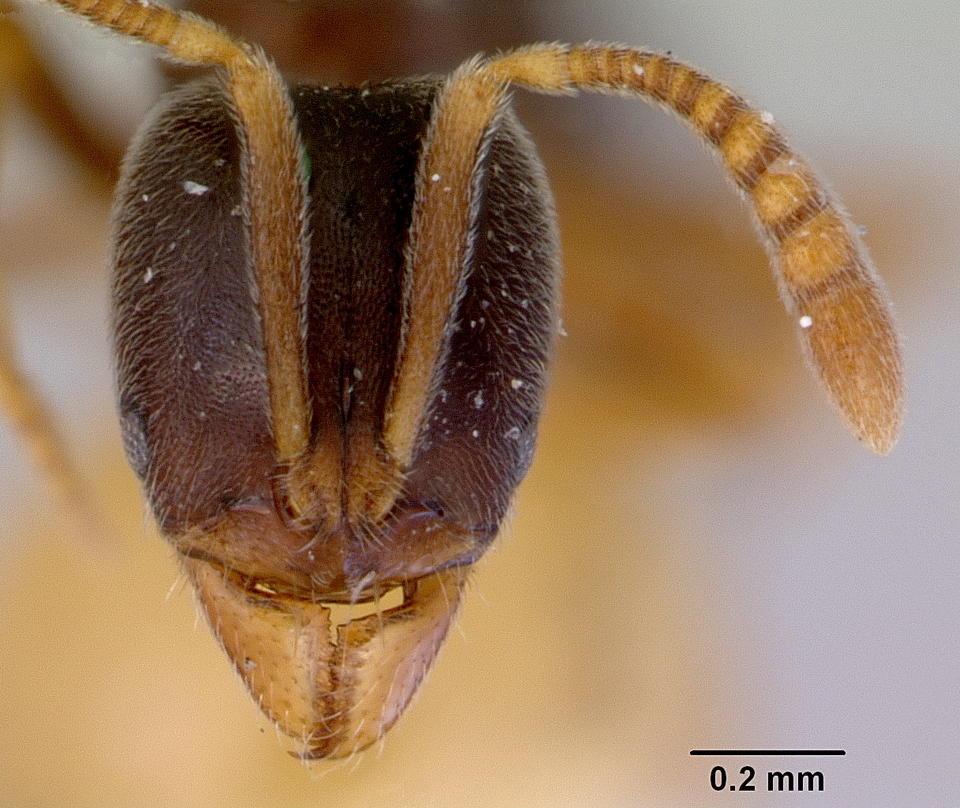